# Altha
Altha és una població dels Estats Units a l'estat de Florida. Segons el cens del 2000 tenia 506 habitants.

## Demografia
Segons el cens del 2000, Altha tenia 506 habitants, 204 habitatges, i 128 famílies. La densitat de població era de 136,6 habitants per km².
Dels 204 habitatges en un 30,9% hi vivien nens de menys de 18 anys, en un 44,6% hi vivien parelles casades, en un 13,2% dones solteres, i en un 36,8% no eren unitats familiars. En el 31,9% dels habitatges hi vivien persones soles el 16,2% de les quals corresponia a persones de 65 anys o més que vivien soles. El nombre mitjà de persones vivint en cada habitatge era de 2,48 i el nombre mitjà de persones que vivien en cada família era de 3,04.
Per edats la població es repartia de la següent manera: un 25,5% tenia menys de 18 anys, un 9,5% entre 18 i 24, un 28,1% entre 25 i 44, un 20,8% de 45 a 60 i un 16,2% 65 anys o més.
L'edat mediana era de 38 anys. Per cada 100 dones de 18 o més anys hi havia 92,3 homes.
La renda mediana per habitatge era de 27.917 $ i la renda mediana per família de 40.156 $. Els homes tenien una renda mediana de 26.389 $ mentre que les dones 22.000 $. La renda per capita de la població era de 12.677 $. Entorn del 8,5% de les famílies i el 17,3% de la població estaven per davall del llindar de pobresa.

## Poblacions més properes
El següent diagrama mostra les poblacions més properes.